# Pădurea Mogoș - Mâțele
Pădurea Mogoș - Mâțele este o arie protejată (arie specială de conservare — SAC, sit de importanță comunitară — SCI) din România, desemnată în scopul protejării biodiversității și menținerii într-o stare de conservare favorabilă a florei spontane și faunei sălbatice, precum și a habitatelor naturale de interes comunitar aflate în arealul zonei protejate. Aceasta este situată în sud-estul Moldovei, pe teritoriul județului Galați.

## Localizare
Aria naturală se află în partea central-estică a județului Galați, pe teritoriul administrativ al comunei Scânteiești (în estul satului Cuca), în apropierea drumului național DN24D, care leagă municipiul Bârlad de satul Tulucești.

## Înființare
Pădurea Mogoș - Mâțele a fost declarată sit de importanță comunitară prin Ordinul Ministerului Mediului și Dezvoltării Durabile Nr.1964 din 13 decembrie 2007 (privind instituirea regimului de arie naturală protejată a siturilor de importanță comunitară, ca parte integrantă a rețelei ecologice europene Natura 2000 în România) și se întinde pe o suprafață de 65,5 hectare. Situl a fost protejat și ca arie specială de conservare în mai 2022

## Biodiversitate
Situl reprezintă o zonă de câmpie (râuri, lunci, pajiști, păduri de foioase și terenuri arabile cultivate) în sud-estul Podișului Moldovenesc încadrată în bioregiune stepică; ce conservă habitate naturale de tip: Tufărișuri de foioase ponto-sarmatice și Vegetație ponto-sarmatică de stejar pufos; și protejează o gamă  floristică variată.

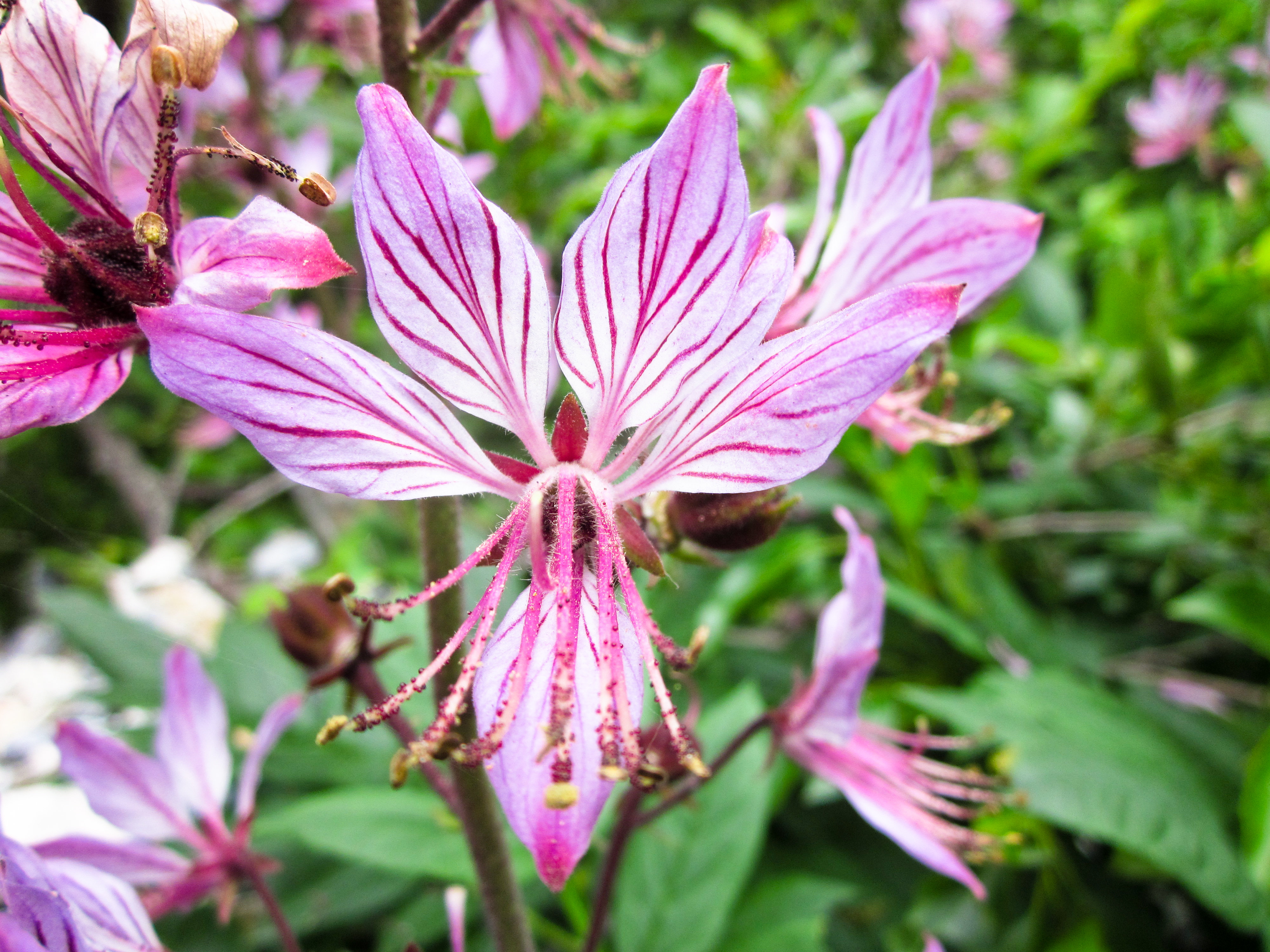
Frăsinel (Dictamnus albus)

La baza desemnării sitului se află câteva specii floristice enumerate în anexa I-a a Directivei Consiliului European 92/43/CE din 21 mai 1992 (privind conservarea habitatelor naturale și a speciilor de faună și floră sălbatică); printre care: capul-șarpelui (Echium russicum), sisinel (Pulsatilla grandis) și stânjenel (Iris aphylla ssp. hungarica).
La nivelul ierburilor mai este semnalată prezența mai multor plante (unele foarte rare și protejate prin lege) cu specii de: lalea pestriță (Fritillaria orientalis), frăsinel (Dictamnus albus), măciuca ciobanului (Echinops ritro ruthenicus), iarba "Sfintei Mării" (Hierochloë repens), pupezele (Lathyrus vernus), bujor (Paeonia peregrina),  măcriș de stepă (Rumex tuberosus) sau șerlai (Salvia aethiopis).

## Căi de acces
- Drumul național DN24D pe ruta: Bârlad -  Bălăbănești - Crâiești - Vârlezi - Cuca.